# Vidángoz
Vidángoz (baskijski: Bidankoze) – gmina w Hiszpanii, w Nawarze, o powierzchni 39,7 km². W 2011 roku gmina liczyła 94 mieszkańców.